# Černí panteři (Izrael)
Černí panteři (hebrejsky: הפנתרים השחורים; ha-Panterim ha-Šchorim) bylo izraelské sociální hnutí a politická strana zaměřená na obhajobu zájmů orientálních (mizrachi) Židů. Název vznikl v roce 1971, když do Izraele přijela Angela Davisová, jedna z členek hnutí Černých panterů, kteří zastupovali zájmy Afroameričanů z USA. Izraelec Sa'adia Marci'ano se tímto názvem inspiroval. Někdy ovšem bývá pro odlišení od amerického vzoru označováno jako Izraelští Černí panteři.

## Okolnosti vzniku a ideologie strany
Hnutí se zformovalo počátkem roku 1971 v jeruzalémské čtvrti Musrara v reakci na pociťovanou diskriminaci orientálních Židů ze strany většinové společnosti, v níž dominovali aškenázové. Černí panteři tuto diskriminaci vnímali zejména na příkladu rozdílného zacházení mezi židovskými imigranty aškénázského původu (například ze Sovětského svazu) a Židy orientálního původu (z arabských zemí)
Začátkem března 1971 nepovolila izraelská policie konání demonstrace Černých panterů. Demonstrace se ale konala i bez povolení a hnutí rychle získávalo základnu svých stoupenců a pozornost médií. 18. května 1971 (takzvaná Noc panterů) se na náměstí Kikar Cijon (Sijónské náměstí) v centru západního Jeruzaléma sešlo 5-7 tisíc stoupenců Černých panterů. Jedním z požadavků demonstrantů bylo přejmenovat náměstí na Kikar Jahdut ha-Mizrach (Náměstí východního Židovstva). Opět šlo o nepovolenou demonstraci. Policie proti účastníkům akce zasáhla, dav odpověděl kameny a Molotovými koktejly. Došlo k četným zraněním na obou stranách, 20 lidí bylo hospitalizováno, 74 protestujících zatčeno. Ještě před touto akcí se se zástupci Černých panterů sešla tehdejší izraelská premiéra Golda Meirová, která ale jeho členy označila za „nepříliš milé lidi“. Považovala je za narušitele veřejného pořádku a odmítala uznat, že by šlo o relevantní sociální hnutí. Po násilných protestech 18. května vláda ale ustavila zvláštní výbor za účelem přezkoumání problematiky Černých panterů. Výbor zjistil, že v izraelské společnosti skutečně existuje na mnoha úrovních diskriminace. Došlo proto k navýšení rozpočtů mnoha sociálních programů. Jomkipurská válka roku 1973 ale změnila priority vlády a přesunula finance opět do sféry obrany státu.
V té době už ale hnutí Černých panterů pronikalo i do politiky. Černí panteři kandidovali ve volbách do Knesetu roku 1973. Kvůli vnitřním sporům ale získali jen 13 332 hlasů (0,9 %) a nedosáhli na mandát. Ve volbách roku 1977 se zapojili do levicové kandidátní listiny Chadaš, za níž kandidoval Černý panter Charlie Biton a byl zvolen. Za Chadaš pak obhájil mandát i ve volbách roku 1981, volbách roku 1984 a volbách roku 1988. V roce 1990 Biton opustil poslanecký klub Chadaš, nějakou dobu působil jako nezařazený poslanec a pak ustavil vlastní jednočlennou frakci nazvanou Černí panteři. Ta existovala jen do roku 1992. Ve volbách roku 1992 Biton kandidoval za stranu ha-Tikva, ale mandát nezískal. Další členové Černých panterů ze od 70. let 20. století zapojili do činnosti jiných politických formací, definovaných kulturně, jako Šas nebo Tami. Jeden ze zakladatelů Černých panterů Re'uven Aberdžel zasedá ve vedení organizace ha-Kešet ha-Demokratit ha-Mizrachit, která zastupuje zájmy orientálních (mizrachi) Židů.

## Fotogalerie
| - Ulice Černých panterů Jeruzalémě. - Plaketa s odkazem na výrok Goldy Meirové (jsou to nepříliš milí lidé) o Černých paneterech v Jeruzalémě |